# 石川敏男
石川 敏男（いしかわ としお、1946年11月10日 - ）は、日本の芸能リポーター。

## 来歴
東京都出身。1967年7月に早稲田大学を中退し、松竹の映画宣伝部に入社。1971年11月、小学館の『女性セブン』専属記者となる。1972年7月、主婦と生活社に転職し『週刊女性』編集部付となる。
1988年4月、『おもいッきりテレビ』（日本テレビ）の「うわさのうわさ」の契約リポーターとなる。その後日本テレビ専属芸能リポーターとして、『芸能スクランブル』、『スクランブル3』、『キャッチ』とワイドショーへの出演を経て、『ザ・ワイド』の芸能デスクとして全国的に知られるようになり毎日出演していた。
2010年9月末までは、読売テレビ制作・全国ネットの『情報ライブ ミヤネ屋』にて金曜日の芸能コーナーにおいて芸能デスクとして駒井千佳子または原田智恵と2人で担当しており、注目の芸能人の取材・インタビューにリポーターとして出演することもあった。2010年秋改編時に「後輩に道を譲って欲しい」、「チーフプロデューサーが代わったから」などの要因により降板した。
2014年時点では『朝生ワイド　す・またん!』に芸能リポーターとして出演し、それ以降は『ひるおび!』（TBSテレビ）の芸能リポーター座談会（VTR）など、日本テレビ系列以外にも出演している。

## 人物
- 演歌好きである。
- 『なるトモ!』では、陣内智則やメッセンジャー黒田などからかなりいじられていた。このことから陣内によってこの番組では、「こげたアンパンマン」や「としお（呼び捨てにされる）」などの愛称をつけられていた。
- ドラマへの出演もあり、月曜ゴールデン「十津川警部シリーズ(40) 生命（いのち）〜ベールに包まれた誕生の秘密」（2008年、TBS）ではホテルの支配人役で出演している。

## 出演番組

### 現在

#### テレビ
- 朝生ワイド す・またん!木曜 （読売テレビ）
- ZIP!（関西ローカルパート）（読売テレビ）

### ラジオ
- 敏と直樹と丈二のガッツリナイト（ラジオ日本）
- 山口かおる・石川敏男のオトナの世界（ラジオ関西）

### 過去出演番組

#### テレビ
- 壮絶バトル!花の芸能界（日本テレビ）
- 元気モンTV→あさイチ!→ゲツキン!金曜（読売テレビ）
- ザ・ワイド（日本テレビ・読売テレビ）
- なるトモ!（読売テレビ）
- 情報ライブ ミヤネ屋金曜（読売テレビ）～2010年9月
- 十津川警部シリーズ (40) 生命（いのち）〜ベールに包まれた誕生の秘密（TBSテレビ） - 2008年10月13日